# إم جي 5
إم جي 5 هي سلسلة سيارات مدمجة نتجتها شركة سايك موتورز تحت علامة MG منذ عام 2012. تم إطلاق الجيل الأول إم جي 5 في 28 مارس 2012 في الصين، وتشترك في نفس تصميم سيارة رواوي 350.